# Zacco taliensis
Zacco taliensis är en fiskart som först beskrevs av Regan, 1907.  Zacco taliensis ingår i släktet Zacco och familjen karpfiskar. Inga underarter finns listade i Catalogue of Life.